# Consiglio di Stato (Vaud)
Il Consiglio di Stato del Canton Vaud è il governo del Canton Vaud.

## Elezione
L'elezione ha luogo ogni 4 anni in una domenica d'inizio aprile, contemporaneamente a quella del Gran Consiglio, il parlamento cantonale. L'ultima elezione si è svolta in aprile 2017.